# セジウィック郡 (コロラド州)
セジウィック郡（セジウィックぐん、英: Sedgwick County）は、アメリカ合衆国コロラド州の北東隅に位置する郡である。2010年国勢調査での人口は2,379人であり、2000年の2,747人から13.4％減少した。郡庁所在地はジュールズバーグ（人口1,225人）であり、同郡で人口最大の町でもある。

## 歴史
セジウィック郡は1889年4月9日に設立され、郡名はプラット・トレイル沿いにあるセジウィック砦に因んで名付けられており、その砦は南北戦争で活躍し、戦死した北軍の少将ジョン・セジウィックに因むものである。
1860年4月3日から1861年10月まで運行されたポニー・エクスプレスは、ネブラスカ州からコロラド州の北東隅を横切って再度ネブラスカ州に入っていたので、ジュールズバーグがコロラド州では2つしかない中継駅の1つになった。また1869年に開通した最初の大陸横断鉄道は短い区間のみがコロラド州に入ってジュールズバーグを停車駅にした。

## 地理
アメリカ合衆国国勢調査局に拠れば、郡域全面積は549.60平方マイル (1,423.5 km2)であり、このうち陸地は548.24平方マイル (1,419.9 km2)、水域は1.36平方マイル (3.5 km2)で水域率は0.25％である。
郡内には地域空港としてジュールズバーグ空港があり、また州間高速道路76号線が郡の南西部から北東部に向かい、ジュールズバーグを過ぎた後にネブラスカ州に入って、州間高速道路80号線に合流している。最初の大陸横断鉄道は現在もジュールズバーグを通っており、交通の要衝と言うこともできる。

### 隣接する郡

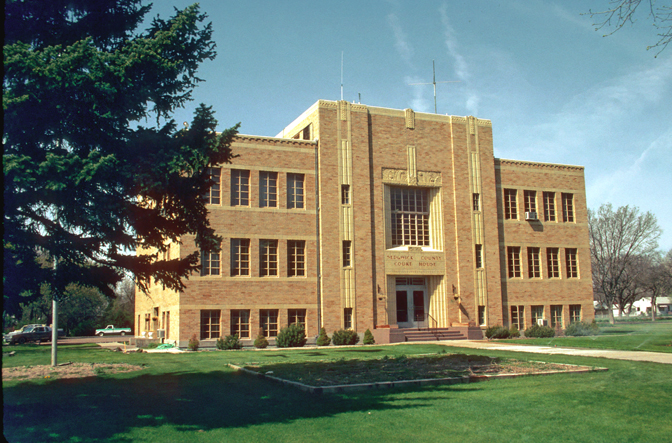
ジュールズバーグにあるセジウィック郡庁舎

- デュエル郡 (ネブラスカ州) - 北
- パーキンズ郡 (ネブラスカ州) - 東
- フィリップス郡 - 南
- ローガン郡 - 西
- シャイアン郡 (ネブラスカ州) - 北西

## 人口動態
以下は2000年の国勢調査による人口統計データである。
| 基礎データ - 人口: 2,747人 - 世帯数: 1,165 世帯 - 家族数: 802 家族 - 人口密度: 2人/km2（5人/mi2） - 住居数: 1,387軒 - 住居密度: 1軒/km5（2/mi2） 人種別人口構成 - 白人: 90.50% - アフリカン・アメリカン: 0.51% - ネイティブ・アメリカン: 0.15% - アジア人: 0.76% - 太平洋諸島系: 0.07% - その他の人種: 5.97% - 混血: 2.04% - ヒスパニック・ラテン系: 11.43% 年齢別人口構成 - 18歳未満: 22.8% - 18-24歳: 6.6% - 25-44歳: 23.5% - 45-64歳: 25.0% - 65歳以上: 22.1% - 年齢の中央値: 43歳 - 性比（女性100人あたり男性の人口） - 総人口: 100.1 - 18歳以上: 97.2 | 世帯と家族（対世帯数） - 18歳未満の子供がいる: 26.4% - 結婚・同居している夫婦: 59.1% - 未婚・離婚・死別女性が世帯主: 6.6% - 非家族世帯: 31.1% - 単身世帯: 29.4% - 65歳以上の老人1人暮らし: 13.6% - 平均構成人数 - 世帯: 2.31人 - 家族: 2.83人 収入と家計 - 収入の中央値 - 世帯: 28,278米ドル - 家族: 33,953米ドル - 性別 - 男性: 25,463米ドル - 女性: 16,392米ドル - 人口1人あたり収入: 16,125米ドル - 貧困線以下 - 対人口: 10.0% - 対家族数: 7.9% - 18歳未満: 13.7% - 65歳以上: 4.2% |

## 都市と町
- ジュールズバーグ - 郡庁所在地
- オービッド
- セジウィック

## 歴史トレイル
- サウスプラット・トレイル
- ポニー・エクスプレス国立歴史道
- 第一大陸横断鉄道

## 大陸横断トレイル
- アメリカン・ディスカバリー・トレイル

## 景観道路
- サウスプラット川トレイル景観歴史側道